# (73523) 2003 MQ3
(73523) 2003 MQ3 – planetoida z pasa głównego asteroid okrążająca Słońce w ciągu 3,69 lat w średniej odległości 2,39 j.a. Odkryta 25 czerwca 2003 roku.